# Olympische Winterspiele 2018/Teilnehmer (Mazedonien)
| Gelbes Symbol für Goldmedaillen mit stilisierten Olympischen Ringen | Graues Symbol für Silbermedaillen mit stilisierten Olympischen Ringen | Braundes Symbol für Bronzemedaillen mit stilisierten Olympischen Ringen |
| ------------------------------------------------------------------- | --------------------------------------------------------------------- | ----------------------------------------------------------------------- |
| —                                                                   | —                                                                     | —                                                                       |

Bei den Olympischen Winterspielen 2018 nahm Mazedonien mit drei Athleten in zwei Disziplinen teil, davon zwei Männer und eine Frau. Fahnenträger bei der Eröffnungsfeier war Stavre Jada.

## Teilnehmer nach Sportarten

### Ski Alpin
| Athleten          | Wettbewerbe  | 1. Lauf | 2. Lauf       | Gesamt        | Gesamt        |
| Athleten          | Wettbewerbe  | Zeit    | Zeit          | Zeit          | Rang          |
| ----------------- | ------------ | ------- | ------------- | ------------- | ------------- |
| Männer            |              |         |               |               |               |
| Antonio Ristevski | Riesenslalom | DNF     | ausgeschieden | ausgeschieden | ausgeschieden |
| Antonio Ristevski | Slalom       | DNF     | ausgeschieden | ausgeschieden | ausgeschieden |

### Skilanglauf
| Männer               |                |             |    |               |               |               |               |               |               |    |
| Stavre Jada          | Sprint         | 4:23,85 min | 80 | ausgeschieden | ausgeschieden | ausgeschieden | ausgeschieden | ausgeschieden | ausgeschieden | 79 |
| Stavre Jada          | 15 km Freistil | −           | −  | −             | −             | −             | −             | 42:14,2 min   | 99            | 99 |
| Frauen               |                |             |    |               |               |               |               |               |               |    |
| Viktorija Todorovska | 10 km Freistil | −           | −  | −             | −             | −             | −             | 32:57,6 min   | 85            | 85 |